# Hans Kehr

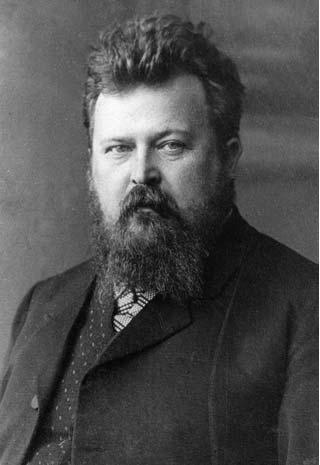
Hans Kehr, vor 1903

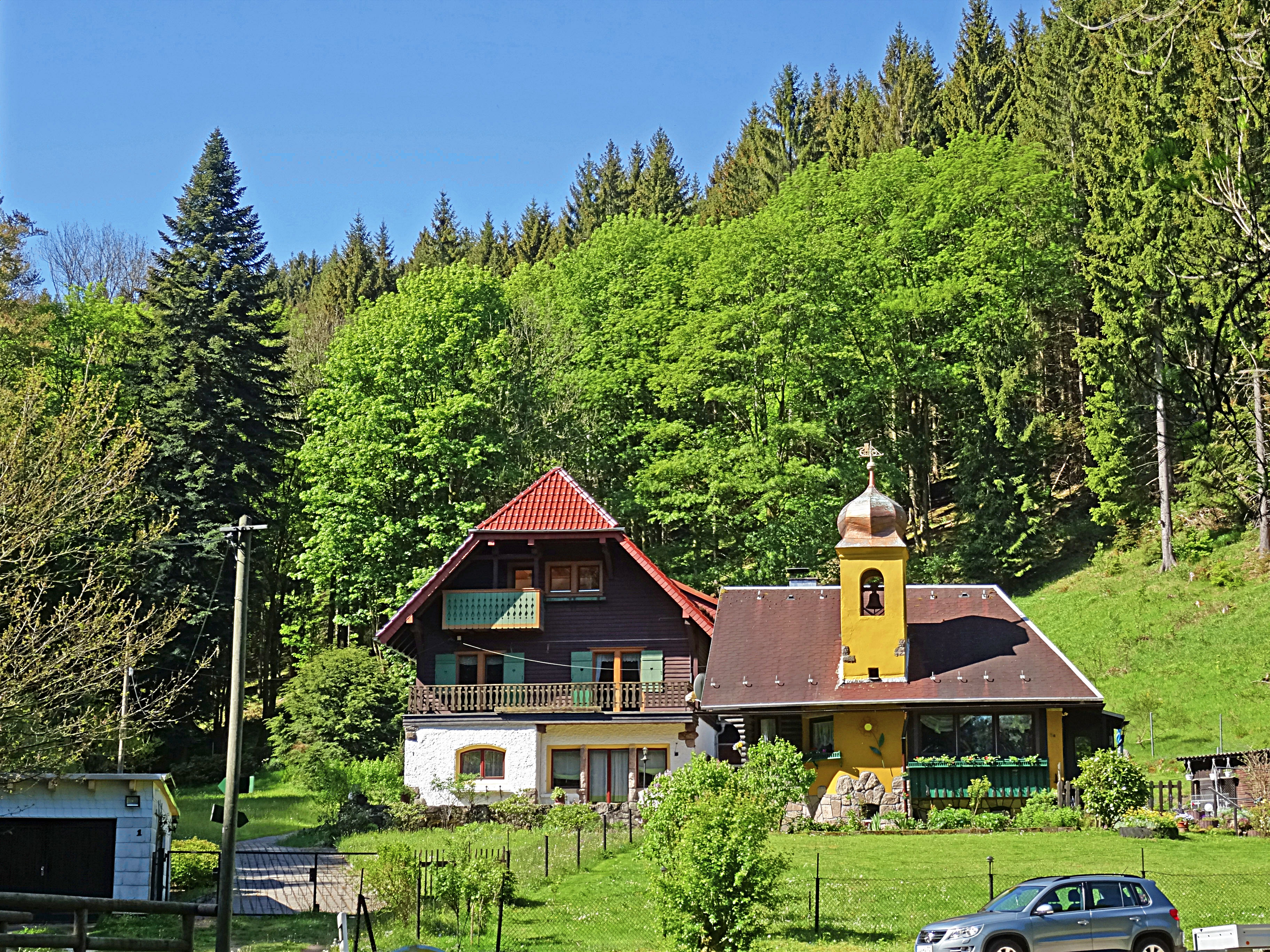
Sommerhaus „Glöckchen im Tal“ im Edelmannsgrund

Johannes Otto Kehr, genannt Hans Kehr (* 27. April 1862 in Waltershausen; † 20. Mai 1916 in Berlin), war ein deutscher Chirurg, Begründer der deutschen Gallenwegschirurgie und Sachbuchautor.

## Leben
Er war der Sohn des Schulrats, Reformpädagogen, Seminardirektors und Schriftstellers Carl Kehr. Nach dem Schulbesuch studierte er in Freiburg, Halle, Jena und Berlin Medizin. 1885 legte er sein Staatsexamen ab und wurde zum Dr. med. promoviert. 1886/87 war er Assistenzarzt an der Privatklinik von Geheimrat Dr. Meusel in Gotha, der ihm „die Liebe zur Chirurgie ins Herz gepflanzt“ hat. 1887/88 bildete er sich in Wien (Kurse bei Theodor Billroth, dem „Vater der modernen Bauchchirurgie“) und in Berlin weiter, bevor er sich 1888 als „Spezialarzt für Chirurgie und Orthopädie“ für lange Jahre in Halberstadt niederließ. 1890 führte Kehr autodidaktisch seine erste und erfolgreiche Gallenoperation durch, ohne vorher einer solchen beigewohnt zu haben. 1890 erfolgte auch die Gründung seiner bekannten Privatklinik in Halberstadt. Er wurde ein namhafter Gallenblasenchirurg, gilt als Begründer dieses Spezialgebiets in Deutschland und als einer der ersten Chirurgen, die sich völlig auf ein Organ spezialisiert haben. Etwa 2300 derartige Operationen hat Kehr durchgeführt. Er hatte ein eigenes Honorarsystem: Ein Reicher musste die Rettung seines Lebens so bezahlen, dass für minderbemittelte kostenfreie Behandlungen möglich wurden. 1896 wurde er zum Professor ernannt, 1905 zum Geheimen Rat. Im Jahr 1904 führte er erstmals eine Hepatoenterostomie durch. Nach 23-jähriger erfolgreicher Tätigkeit zog Kehr Ende 1910 nach Berlin, wo er in seinen letzten Jahren durch zahlreiche Publikationen für öffentliches Interesse sorgte. Erholung fand er im Edelmannsgrund bei Gehlberg in Thüringen, wo er 1908 eine Sommerresidenz bauen ließ, das „Glöckchen im Tal“. Den Einwohnern Gehlbergs gegenüber war er sehr spendabel. So gab es auch Jahre nach seinem Tod noch jährlich Grillparties für die Kinder des Dorfes. Er starb an den Folgen einer Blutvergiftung, die er sich während einer Operation zuzog. Eine Armamputation hatte er abgelehnt, da er sich ein Leben ohne seinen Beruf nicht vorstellen konnte. Der Leichnam wurde dem Wunsch des Verstorbenen gemäß in Gotha eingeäschert und hat seine letzte Ruhestätte auf seinem Grundstück in Gehlberg gefunden, wo das Grabmal heute noch existiert. Zum Gedenken wurde ein Aussichtsfelsen nordöstlich von Gehlberg am Bettelmannskopf in „Hans-Kehr-Stein“ umbenannt. Seit einigen Jahren ziert diesen auch eine von einem Ärzte-Symposium in Suhl gestiftete Gedenktafel.
Hans Kehr war ein leidenschaftlicher Verehrer von Richard Wagner, hatte persönliche Kontakte zu Cosima und zu Siegfried Wagner, gründete einen „Wagner-Freundeskreis“ und initiierte mehrmalige Wagner-Festspiele in Halberstadt („Klein-Bayreuth“).
Der langjährige Präsident der Monumenta Germaniae Historica, Paul Fridolin Kehr, war ein älterer Bruder.

## Ehrungen
- Hans-Kehr-Gedenkstein in Gehlberg in Thüringen
- Hans-Kehr-Symposium alle zwei Jahre in Oberhof oder Suhl

## Schriften (Auswahl)
- Die chirurgische Behandlung der Gallensteinkrankheit. Berlin 1896.
- Die in meiner Klinik geübte Technik der Gallensteinoperationen. München 1905.
- Die Praxis der Gallenwege-Chirurgie in Wort und Bild. 2 Bände. München 1913 (Kehrs Lebenswerk).
- Chirurgie der Gallenwege. Stuttgart 1913.